# Simiolus
Simiolus is een kwartaalblad dat zich voornamelijk richt op de geschiedenis van de Nederlandse en Vlaamse kunst van de vijftiende tot en met de zeventiende eeuw. Het werd in 1966 opgericht als platform voor studenten kunstgeschiedenis aan de Universiteit Utrecht en groeide uit tot een internationaal erkend tijdschrift. Onderwerpen zoals iconografie en iconologie, kunsttheorie, kunstgeschiedenis, de geschiedenis van de kunstmarkt en het verzamelen van kunst komen aan de orde.
Het Latijnse woord Simiolus betekent aapje en staat symbool voor de imitatieve kunst.